# Distrito de Pristina
O Distrito de Pristina (em albanês:  Qarku i Prishtinës; em sérvio:  Приштински округ, Prištinski okrug) é um distrito do Kosovo, sua capital é a cidade de Pristina.  

## Muncípios
O distrito de Pristina está subdividido em 8 municípios:
- Pristina
- Glogovac
- Kosovo Polje
- Lipljan
- Novo Brdo
- Obilić
- Podujevo
- Gračanica